# От здрач до зори
„ От здрач до зори“ (на английски: From Dusk till Dawn) е американски екшън трилър с елементи на филм на ужасите, на режисьора Робърт Родригес по сценарий на Куентин Тарантино, с участието на Харви Кайтел, Джордж Клуни, Куентин Тарантино, Джулиет Люис и Салма Хайек. Премиерата на филма в САЩ е на 17 януари 1996 г.

## Сюжет
Внимание:  Текстът по-долу разкрива сюжета на произведението (или части от него)!
Бандитът и убиецът Ричи Геко организира бягството на брат си, престъпника Сет Геко, направо от съдебната зала. След като убиват няколко полицаи и вземат една банкова служителка за заложник, братята се втурват на юг с куфар с ограбени пари, опитвайки се да избягат от правосъдието в Мексико. По пътя унищожават магазин за алкохол и убиват продавача и случаен посетител в него. Пристигайки в малък мотел близо до границата, братята решават да си направят почивка преди последната права. Ричи, който също е сексуален психопат, брутално изнасилва и убива заложничката, докато брат му отсъства за кратко. Пристигналият Сет изпада в ярост. В щата Тексас за тях е обявен истински лов, всеки полицай е готов да застреля братята като бесни кучета, така че няма да могат да преминат границата без заложници. И тогава престъпният късмет им се усмихва.
Семейството на пастор Фулър пристига в мотела, където е отседнал Геко. Джейкъб, в криза на вярата, причинена от смъртта на съпругата си, е на почивка с дъщеря си Кейт и осиновен син Скот. Пасторът и децата пътуват в голям микробус, дом на колела. Братята вземат семейството за заложници и предлагат сделка: Фулър и семейството му ще помогнат на Геко да премине незабелязано границата, като ги скрие в микробуса си и за това братята ще оставят Фулър и децата му живи. Престъпниците и заложниците успяват да преминат безопасно американско-мексиканската граница, а микробусът с Фулърови и ликуващите братя отива до „Titty Twister“, който е отворен „от здрач до зори“. В този бар братята сутринта ще трябва да се срещнат с мексиканския бандит Карлос, който срещу 30% от откраднатите пари ще ги отведе до град Ел Рей (място, където Геко ще избягат от правосъдието).
Пристигайки в бара, Сет Геко кани Фулърови да се отпуснат и просто да си прекарат добре. В бара цари забавление: посетителите пият и се бият, полуголи танцьорки извиват съблазнително своите дупета, музиката гърми. Но скоро се случва основното събитие на нощта – изпълнението на великолепната танцьорка Сатанико Пандемониум, която поразява всички с красотата си. Възниква конфликт между братята Геко и служителите на бара, братята убиват бармана и пазача, но изведнъж се случва нещо ужасно. Всички служители в бара изведнъж се трансформират и превръщат в чудовищни вампири, които незабавно атакуват посетителите. Ричи ухапва Сатанико и той умира, но Сет успява да убие вампирката, като ѝ стоварва огромен метален полилей. Вампирите са убити, но и повечето хора са мъртви. Единствените оцелели са семейство Фулър, Сет Геко, моторист на име „Секс машината“ и Фрост – бивш военен, ветеран от войната във Виетнам.
Ужасите обаче не свършват дотук. След известно време „мъртвите“ посетители, ухапани от вампири, изведнъж на свой ред се превръщат във вампири, съживяват се и атакуват отново. Освен това от улицата в бара долитат много прилепи, които също стават вампири. Фулър и „Секс машината“ са убити в битката, а пастор Фулър, въпреки че е оцелял, е ухапан и скоро той също ще стане едно от чудовищата. Сет, Кейт и Скот се крият от вампирите в задната стая, но ужасните същества са на път да разбият вратата и да убият оцелелите хора. Пастор Фулър влиза в задната стая. Той честно казва, че е бил ухапан и скоро ще стане вампир. Но преди това той предлага да се въоръжи с каквото може и да се опита да убие ужасните същества. Стаята съдържа огромно количество различни стоки, които вампирите са взели от преминаващи камиони, след като са убили и изяли нещастни шофьори. Сет е въоръжен с дървен кол, монтиран на пневматична бормашина, Джейкъб е въоръжен с пистолет, Кейт държи арбалет, а Скот е въоръжен с „водни бомби“, направени от презервативи, пълни със „светена“ вода.
Групата предприема последната атака срещу вампирите. „Секс машината“, която се е превърнала във вампир плъх, атакува Сет, но той убива гнусното чудовище. Пасторът се превръща във вампир, но Скот се колебае да го убие, позволявайки на Джейкъб да го ухапе. По-късно Скот излива светена вода върху Джейкъб, стреля и го убива. Но скоро самият Скот е заловен от вампири, които започват да го поглъщат; той моли за смърт и Кейт го застрелва. Вампирите заобикалят оцелелите Кейт и Сет, но потоци сутрешна светлина, които проникват през дупките от куршуми в сградата, принуждават вампирите да се оттеглят. И тогава Карлос и телохранителите му нахлуват в бара, слънцето огрява ярко през отворената врата и взривява всички останали вампири.
Разгневеният Сет вика на Карлос за избора на място и договаря по-ниска такса за Ел Рей. Кейт моли Сет да я вземе със себе си, но Геко, оставяйки на момичето пари, напуска това проклето място. Скоро Кейт също потегля с кемпера, оставяйки след себе си разрушения бар, който се оказва връх на частично заровен храм на ацтеките.

## Актьорски състав
| Актьор              | Роля                                                                                                  |
| ------------------- | --- |
| Харви Кайтел        | пастор Джейкъб Фулър                                                                                  |
| Джордж Клуни        | Сет Геко – бандит и убиец                                                                             |
| Куентин Тарантино   | Ричи Геко – бандит, убиец и секс маниак, брат на Сет Геко                                             |
| Джулиет Люис        | Кейт Фулър – дъщеря на Джейкъб Фулър                                                                  |
| Ърнест Лиу          | Скот Фулър – осиновен син на Джейкъб Фулър                                                            |
| Салма Хайек         | Сатанико Пандемониум – кралица на вампирите                                                           |
| Ричард Антъни Марин | офицер от граничната охрана на САЩ / вампирът, който привлича клиенти / Карлос – мексикански гангстер |
| Дани Трехо          | барман вампир                                                                                         |
| Том Савини          | „Секс машината“ – моторист, един от посетителите на бара                                              |
| Фред Уилямсън       | Фрост – бивш военни и един от посетителите на бара                                                    |
| Майкъл Паркс        | Ърл Макгроу – тексаски рейнджър                                                                       |
| Джон Саксън         | Стенли Чейс – агент на ФБР                                                                            |
| Марк Лорънс         | собственик на мотел „Old Timer“                                                                       |
| Кели Престън        | Кели Хюдж – тв диктор                                                                                 |
| Джон Хоукс          | Пийт Ботъмс – касиер в магазин                                                                        |

## Интересни факти
- В реалния живот Салма Хайек много се страхува от змии. Но когато Робърт Родригес ѝ казва, че поради тази фобия на актрисата е планирано да я замени с Мадона (това е закачлива провокация от режисьора), Хайек прекарва два месеца в обучение с психолози и в крайна сметка побеждава страха си.
- Известната фраза, която Сет Геко казва на Сатанико преди да ѝ хвърли полилея – „Не, благодаря, вече бях женен!“ е импровизация от Джордж Клуни. Родригес много харесва това и го включва в окончателната версия на филма.
- Хонорарът на Куентин Тарантино за сценария е само 1500 долара.
- Танцът на Салма Хайек със змията не е създаден от хореографи, това е изключително нейната импровизация. По-късно Родригес използва същата тактика с Джесика Алба в Sin City: Град на греха.
- Значката на митничаря, изиграна от Ричард „Чич“ Марин, гласи „Оскар Марин“. Това е истинското име на бащата на актьора, който е полицай.
- Антонио Бандерас, Стив Бушеми, Майкъл Мадсен, Тим Рот, Джон Траволта и Кристофър Уокън са разглеждани за ролята на Сет Геко, но в крайна сметка ролята отива при Джордж Клуни.
- Първоначално главният вампир е бил планиран да се нарича „Blonde Death“ („Бяла смърт“). Но когато латиноамериканката Салма Хайек е поканена за тази роля, Тарантино предлага името „Сатанико Пандемониум“. Това е името на евтин, нискокачествен мексикански филм на ужасите (Satanico Pandemonium: La Sexorcista, 1975), който Куентин е видял във видео магазина, където е работил.
- Куентин Тарантино първоначално режисира филма, но по-късно отстъпва режисьорския стол на своя приятел Родригес, решавайки да се съсредоточи повече върху сценария и ролята на Ричард Геко.
- Бързото хранене, което Сет Геко носи в мотела, има логото на „Big Kahuna Burger“ (измислена хавайска верига за бързо хранене, спомената в много от филмите на Тарантино).
- Скот Фулър носи риза с надпис „Precinct 13“. Това е почит към Родригес и Тарантино за филма „Нападение над Участък 13“, режисиран през 1976 г. от известния режисьор Джон Карпентър.
- Използването на камшика от „Секс машината“ за борба с вампири е препратка към легендарния японски аниме герой Саймън Белмонт, който е въоръжен с магически камшик и е наречен „Убиецът на вампири“.
- Групата, която свири „Titty Twister“, е мексиканската група „Tito&Tarantula“, която участва самия Робърт Родригес.
- В оригиналния сценарий кървавите сцени в „Titty Twister“ са по-дълги и много по-мрачни, с повече вампирски и човешки смъртни случаи. Но поради риска да получат  NC-17 рейтинг за филма („Лица на 17 и по-млади години не се допускат във филма“), Родригес и Тарантино значително намаляват сцените на насилие.
- Семейство Фулър получва фамилното си име от писателя и режисьор Самюел Фулър, на който Тарантино е голям почитател.
- Колата, която Сет и Ричи Геко карат в началото на филма, е 1968 Mercury Cougar XR-7. На финала на филма Сет потегля с Porsche 911 Carrera Cabrio от 1990 г.
- Декорът на бара „Titty Twister“ е построен в пустинята в Калифорния.
- Таксата за участието на Джордж Клуни във филма е 250 000 долара.
- Пасторът Джейкъб Фулър и Ричи Геко говорят помежду си веднъж в целия филм, когато Ричи пита Джейкъб „може ли да вземе назаем кофата си с лед“.
- В началото на филма продавачът Пит Ботъмс, изигран от актьора Джон Хоукс, истерично вика на Сет Геко, че трябва да „получи шибана награда на Оскар за естествено поведение“. Петнадесет години по-късно Хоукс е номиниран за Оскар („Най-добър поддържащ актьор“) за ролята си в „Зимната кост“.
- Револверът, който използва Сет Геко, е Астра Терминатор 44 калибър. Пистолетът на Ричи Геко е никелиран Norinco M1911 .45 ACP. Пушката, която Джейкъб Фулър използва в края на филма, е модел на Уинчестър от 1912 г.
- Някои от ръмжащите звуци на „кучето вампир“, в което се превръща „Секс машината“, са иадздени от малкия син на Робърт Родригес, който точно се е учил да говори.
- В сцената на нападението на вампири върху посетителите на бара първоначално присъства следния кадър: една от вампирките стриптизьорки има стомах, който се превръща в голяма зъбата уста, в която вампирът забива главата на един от посетители и го отхапва. Сцената е толкова ужасна, че изплашва дори Тарантино и той я премахва по време на финалната редакция на филма.
- Дългокосият моторист, от когото „Секс машината“ умело взема бира с камшика, е Грег Никотеро, гримьорът на филма. Неговият герой трябвало да бъде убит от самата Сатанико, като отхапе главата му, но този епизод също не е включен във филма.
- Когато Скот, осиновеният син на пастора, седи в мотелска стая със слушалки и свири нещо на електрическа китара, мелодията е мотивът на песента от началото на филма – композицията „Dark Night“.